# Scandale Danske Bank

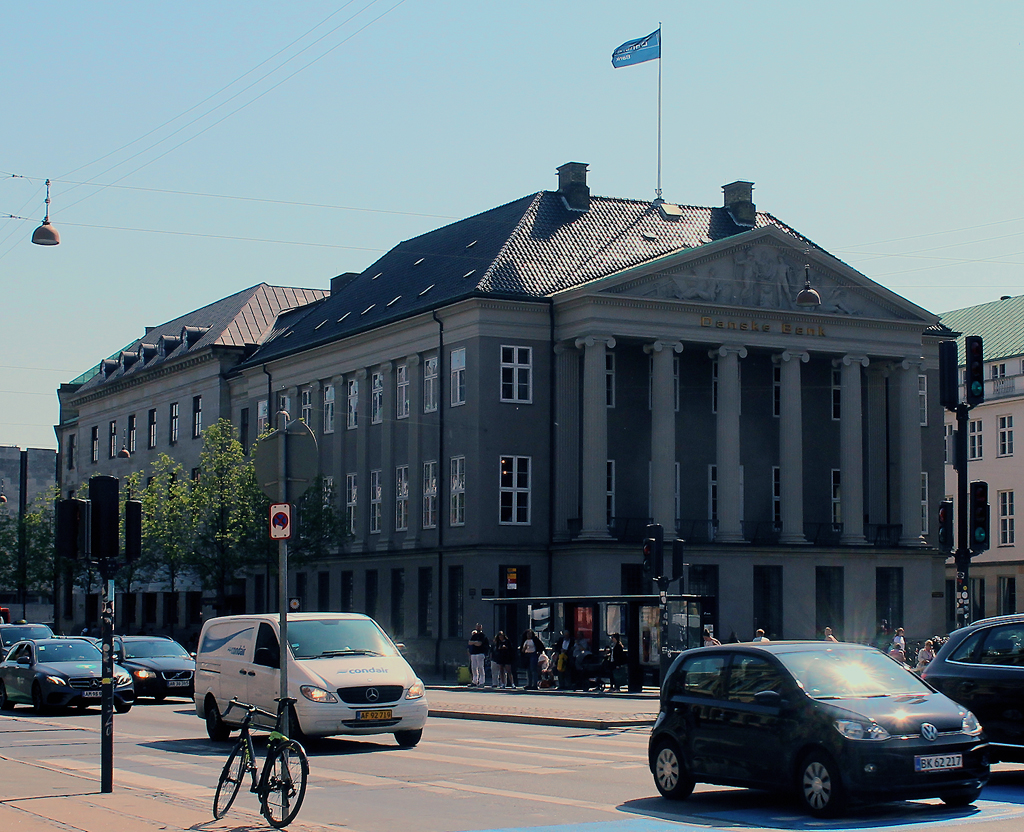
Le siège de la Danske Bank à Copenhague

Le scandale du blanchiment d’argent de la Danske Bank fait référence aux enquêtes en cours sur la participation de la Danske Bank , basée à Copenhague, à des transactions suspectes entre des comptes de non-résidents entre 2007 et 2015 ,,. Il s'agit peut-être du plus grand scandale de blanchiment de capitaux au monde . Selon les sources, l'évaluation du montant total des fonds suspects varie entre 30 milliards et 230 milliards de dollars américains. L'importance des fonds russes impliqués donne à l'affaire une dimension géopolitique, montrant la porosité des banques de l'Union européenne au blanchiment d'argent de ses voisins.

## Supervision financière
Danske Bank est la plus grande banque du Danemark.  La succursale locale de la banque en Estonie, qui relevait de l'autorité de surveillance financière du Danemark (Finanstilsynet) , était la structure utilisée pour faire transiter l'argent sale.

## Suites judiciaires
Dans le rapport publié par Bruun & Hjejle, la banque a affirmé avoir cru pendant "longtemps" que les risques élevés que représentaient les clients non résidents étaient atténués par des procédures adéquates de lutte contre le blanchiment d'argent.  Il était devenu évident que les procédures anti-blanchiment étaient insuffisantes après une dénonciation anonyme interne,. Le lanceur d'alerte a par la suite été identifié comme étant Howard Wilkinson, l'ancien responsable du commerce en Estonie.  
Selon le Finanstilsynet danois, les dépôts russes non résidents en 2012 représentaient 35 % des bénéfices de la succursale locale alors même que le pourcentage global de clients russes dans la succursale n'atteignait que 8 %. Le deuxième plus grand nombre de portefeuilles de non-résidents provenait du Royaume-Uni. 
En 2014, l'Autorité de surveillance financière estonienne a constaté des "violations systémiques à grande échelle et sur le temps long des règles relatives à la lutte contre le blanchiment d'argent" dans la branche estonienne de Danske Bank et a informé les autorités danoises de ses conclusions.  Selon l'autorité estonienne de surveillance financière, les activités ont diminué après avoir demandé à la banque de cibler les violations. En février 2019, l'autorité régulatrice estonienne donne un délai de 8 mois à Danske Bank pour cesser ses activités en Estonie et enquête parallèlement sur la possibilité d'une implication de Swedbank dans l'affaire .
En janvier 2019, la banque danoise reçoit une lettre de Renaud Van Ruymbeke, juge tribunal de grande instance de Paris aux fins d'interroger l'établissement sur des transactions d'un montant de 28 millions d'euros effectuées entre 2007 et 2014.
Au moins 200 milliards d’euros d’argent suspect ont transité par la filiale estonienne de la banque danoise, entre 2007 et 2015. Des enquêtes sont ouvertes contre la banque, en 2019, dans cinq pays. 
En 2020, une action collective est déposée aux États-Unis au nom de 55 fonds de pension. 
En octobre 2020, Le parquet de Francfort a infligé une amende de 13,5 millions d'euros à la Deutsche Bank, en raison de ses liens avec la banque danoise Danske Bank, pour ne pas avoir "signalé à temps 627 cas suspects de blanchiment d'argent", dans le cadre de l'affaire portant sur 200 milliards d'euros venant d'ex-républiques soviétiques et de Russie. 